# ری لامپ
ری لامپ (انگلیسی: Ray Lumpp؛ زاده ۱۱ ژوئیهٔ ۱۹۲۳) یک بازیکن بسکتبال اهل ایالات متحده آمریکا است.